# Distrito de Haifa
El distrito de Haifa (en hebreo: מחוז חיפה‎, Mehoz Ḥeifa; en árabe: منطقة حيفا‎) es uno de los seis distritos de Israel. Tiene una superficie de 863 km² siendo su capital la ciudad de Haifa. Posee una población de 926.700 habitantes (datos del 31 de diciembre de 2011). El distrito está dividido en los subdistritos de Haifa y de Hadera, y en varias regiones naturales y se encuentra en la parte norte del país frente al mar Mediterráneo.

## Demografía
Según los datos de la Oficina Central de Estadísticas de Israel para 2016, el distrito tenía una Población total de 996.300 personas con la siguiente composición étnica y religiosa:
- Composición Étnica:
  - Judíos: 642 700 (69,4%)
  - Árabes: 233 000 (25,1%)
  - Otros: 51 000 (5,5%)

- Religión (datos de 2017):
  - Judíos: 684 100 (68,6%)
  - Musulmanes: 213 400 (21,4%)
  - Drusos: 26 300 (2,6%)
  - Cristianos: 17 600 (1,7%)
  - Sin clasificación: 56 300 (5,6%)

## Poblaciones
| Ciudades | Concejos locales | Concejos regionales                             |
| --- | --- | ----------------------------------------------- |
| - Haifa - Ciudad Carmel - Nesher - Kiryat Atta - Kiryat Bialik - Kiryat Motzkin - Kiryat Yam - Tirat Carmel - Hadera - Baqa-Jat - Or Aqiva - Umm el-Fahem | - Qiryat Tivon - Rekhassim - Arara - Basma - Binyamina-Guivat Ada - Furadis - Jas'r el-Zarka - Kfar Kara'a - Ma'ale Eiron - Pardes Hanna-Karkur - Qatzir-Kharish - Zikhrón Yaakov | - Costa del Carmelo - Zabulón - Alona - Menashé |

| #  | Ciudades       | Población | Superficie (km²) | Fundación | Ciudad desde |
| -- | -------------- | --------- | ---------------- | --------- | ------------ |
| 1  | Haifa          | 267 000   | 63,66            | 1761      | 1873         |
| 2  | Hadera         | 76 400    | 49,35            | 1891      | 1952         |
| 3  | Kiryat Atta    | 49 500    | 16,70            | 1925      | 1967         |
| 4  | Umm el-Fahem   | 42 100    | 22,25            | S/D       | 1984         |
| 5  | Kiryat Motzkin | 39 800    | 3,77             | 1934      | 1976         |
| 6  | Kiryat Yam     | 37 300    | 4,33             | 1941      | 1976         |
| 7  | Kiryat Bialik  | 36 600    | 8,17             | 1934      | 1976         |
| 8  | Baqa-Jat       | 31 600    | 16,39            | S/D       | 1996         |
| 9  | Ciudad Carmel  | 24 400    | 15,56            | S/D       | 2003         |
| 10 | Nesher         | 21 300    | 12,79            | 1921      | 1995         |
| 11 | Tirat Karmel   | 18 800    | 5,60             | 1949      | 1992         |
| 12 | Or Aqiva       | 15 800    | 3,53             | 1951      | 2001         |